# 灯火目付
灯火目付（とうかめつけ）は忍者の肉体鍛錬法の一つ。視力を養うために用いられる。暗い部屋で行灯に火を燈らせ、和紙の部分に針で穴を適当な数だけ開け、その穴を遠くから数える。この動作を毎日行い、次第に穴の数を増やしていく。
また、視力を鍛える他の方法として、真っ暗な部屋や押し入れと明るい部屋を何度も行き来する方法が伝えられている。忍者は、上記のような方法等で視力を鍛えるだけでなく、山椒を摂取する事で視力を高めていたとされる。